# .bu
bu. هو امتداد خاص بالعناوين الإلكترونية (نطاق) domain للمواقع التي تنتمي إلى بورما (ميانمار حاليا). تم إلغائه بعد تغير اسم البلد.